# Cladoriella eucalypti
Cladoriella eucalypti är en svampart som beskrevs av Crous 2006. Cladoriella eucalypti ingår i släktet Cladoriella, klassen Dothideomycetes, divisionen sporsäcksvampar och riket svampar.   Inga underarter finns listade i Catalogue of Life.